# Hòa Đông, Vĩnh Châu
Hòa Đông là một xã thuộc thị xã Vĩnh Châu, tỉnh Sóc Trăng, Việt Nam.

## Địa lý
Xã Hòa Đông nằm ở phía đông bắc thị xã Vĩnh Châu, có vị trí địa lý:
- Phía đông và phía bắc giáp huyện Trần Đề
- Phía tây giáp phường Khánh Hòa
- Phía nam giáp xã Lạc Hòa và xã Vĩnh Hải.

Xã Hòa Đông có diện tích 45,88 km², dân số năm 2022 là 12.709 người, mật độ dân số đạt 277 người/km².

## Hành chính
Xã Hòa Đông được chia thành 10 ấp: Cảng Buối, Giầy Lăng, Hòa Giang, Hòa Khởi, Lẫm Thiết, Nguyễn Út, No Tôm, Thạch Sao, Trà Teo, Xóm Mới.

## Lịch sử
Trước đây, Hòa Đông là một xã thuộc huyện Vĩnh Châu.
Ngày 15 tháng 9 năm 1981, Hội đồng Bộ trưởng ban hành Quyết định số 70-HĐBT về việc thành lập xã Hòa Đông trên cơ sở một phần diện tích và dân số của xã Khánh Hoà.
Ngày 16 tháng 9 năm 1989, Hội đồng Bộ trưởng ban hành Quyết định số 128-HĐBT về việc sáp nhập xã Hòa Khởi vào xã Hòa Đông.
Sau khi phân vạch địa giới hành chính, xã Hòa Đông có 3.273,66 ha diện tích tự nhiên và 5.817 nhân khẩu.
Ngày 7 tháng 12 năm 1990, Ban Tổ chức – Cán bộ Chính phủ ban hành Quyết định số 547/TCCP về việc sáp nhập 704,75 ha diện tích tự nhiên và 1.193 nhân khẩu của xã Hòa Thanh mới giải thể; 485,28 ha diện tích tự nhiên và 483 nhân khẩu của Khánh Hòa vào xã Hòa Đông.
Sau khi phân vạch địa giới hành chính, xã Hòa Đông có 4.463,69 ha diện tích tự nhiên và 8.258 nhân khẩu.
Ngày 25 tháng 8 năm 2011, Chính phủ ban hành Nghị định số 90/NQ-CP về việc thành lập thị xã Vĩnh Châu thuộc tỉnh Sóc Trăng. Xã Hòa Đông trực thuộc thị xã Vĩnh Châu.